# 林蛺蝶屬
林蛺蝶屬（學名：Laringa）是蛺蝶科苾蛺蝶亞科苾蛺蝶族中的一屬。物種主要分佈於緬甸和馬來西亞半島一帶。

## 物種
- 林蛺蝶 Laringa horsfieldii
- 卡斯林蛺蝶 Laringa castelnaui